# 墔郷通範
墔郷 通範（さいごう みちのり）は、日本の映像作家。岡山県出身。

## 来歴
54-71に「ミュージックビデオを撮らせてください！」と直接掛け合った事がきっかけで監督業をスタート。2002年に監督を務めた54-71のミュージックビデオ「beyo〜nd」がスペースシャワーTV 主催の「VIDEO MUSIC AWARD　2002」のオルタネイティヴ・ビデオ部門にノミネート。
更に雑誌「コマーシャルフォト」で今後期待されるミュージック・ビデオ・ディレクターの一人として紹介される。
2004年制作会社セップを退職し、フリーランスを経てコントラリードの映像部門にて監督業を営む。

## 監督作品

### ミュージック・ビデオ
- 54-71『beyo〜nd』（2002年）
- 54-71『i'm in love』（2003年）
- トクマルシューゴ『Rum Hee』（2009年）
- Volcano Choir『Island, IS』（2009年）
- 石橋英子『shadow』（2011年）
- カピバラさんとマユミーヌ『カピバラさんのうた』（2011年）
- カピバラさんとマユミーヌ『むぎゅっとぬっくし』（2011年）
- 石橋英子『I'm old』（2012年）
- Volcano Choir『Byegone』（2013年）
- 前野健太『伊豆の踊り子』（2013年）
- DeerHoof『We Do Parties』（2013年）
- 石橋英子『"時を告げて"』（2014年）
- 963 『夢？幻？ドロップス』（2015年）

### 映画
- 『Abed〜二十歳の恋 』第4話「貴子」（2010年12月）

### その他
- rokkaku ayako『painting "about us"_chapter 5_"Gift"』（2010年5月）
- ナンダコーレ『The rubber hands have some actions』 （2011年2月）
- バンプレスト『カピバラさん』TV−CM（2012年2月）[3]
- 久留米恋日和（2012年10月）